# Vața de Jos
Vața de Jos (en hongrois Alsóváca) est une commune de Roumanie, en Transylvanie, dans le județ de Hunedoara.
Elle est composée de treize villages : Basarabasa, Birtin, Brotuna, Căzănești, Ciungani, Ocișor, Ociu, Prăvăleni, Prihodiște, Tătărăștii de Criș, Târnava de Criș, Vața de Jos, Vața de Sus. Sa population en 2007 était de 3 965 habitants.

## Galerie de photos
Quelques églises des treize villages

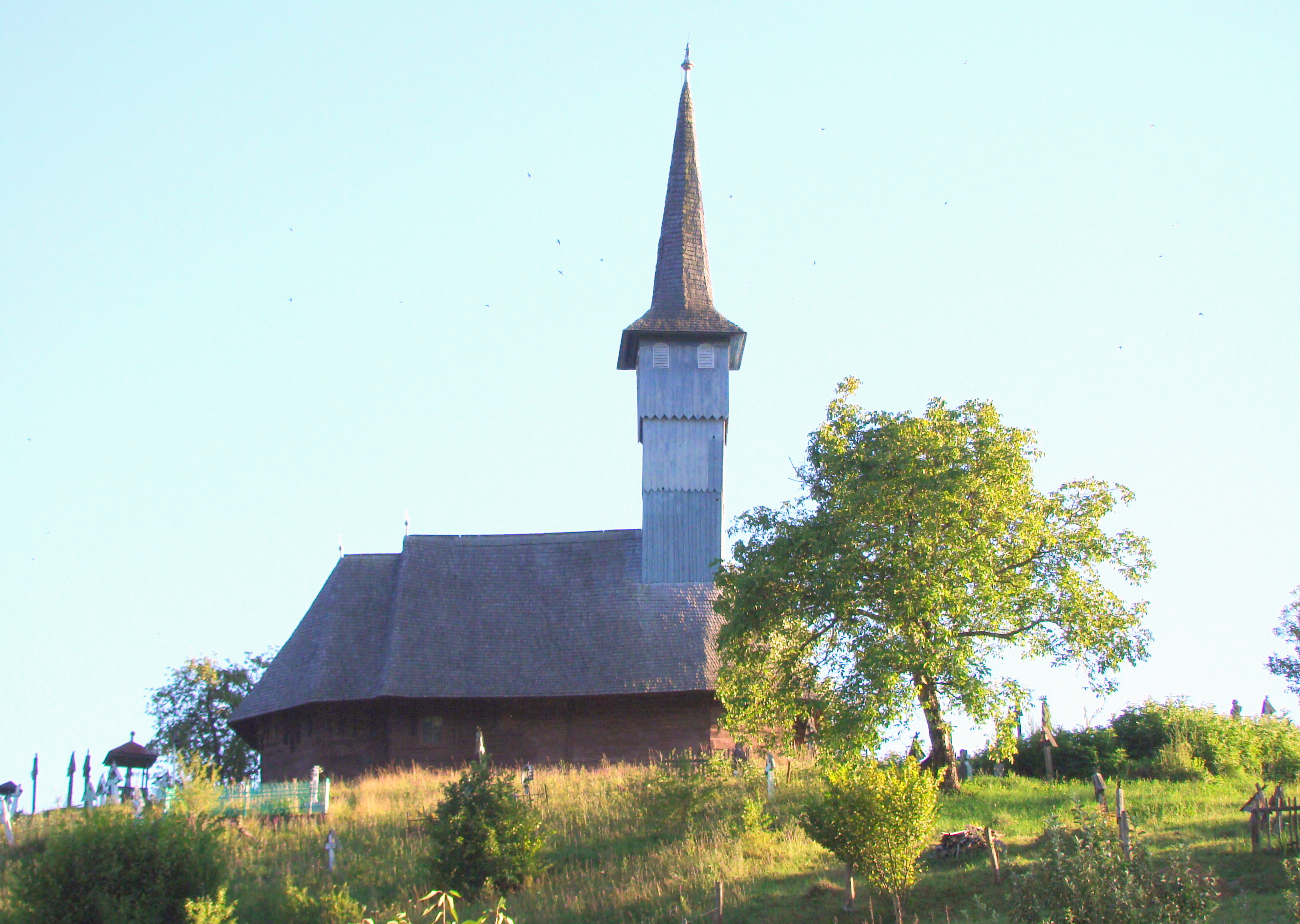
Église de Ciungani
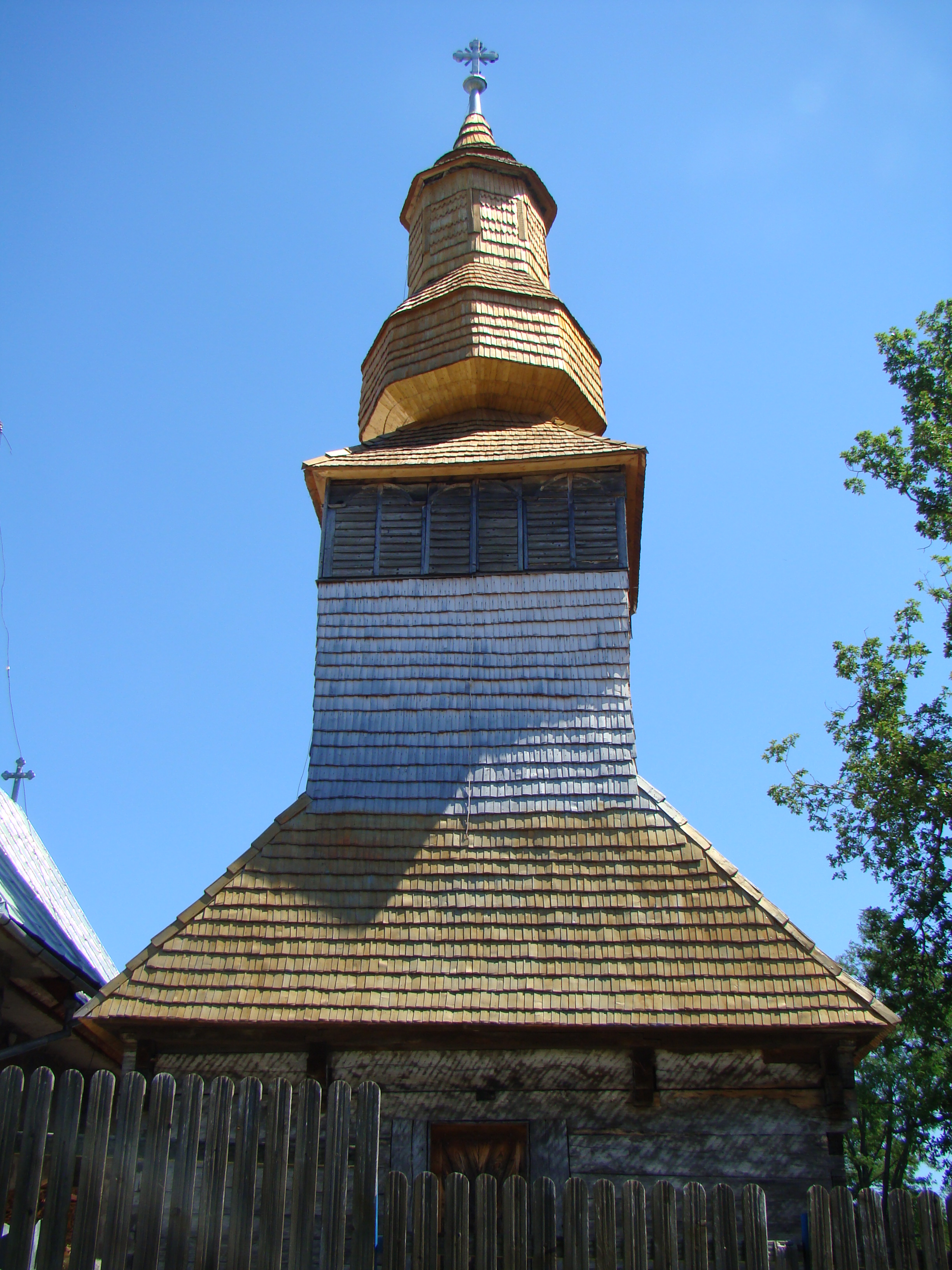
Église de Ocişor
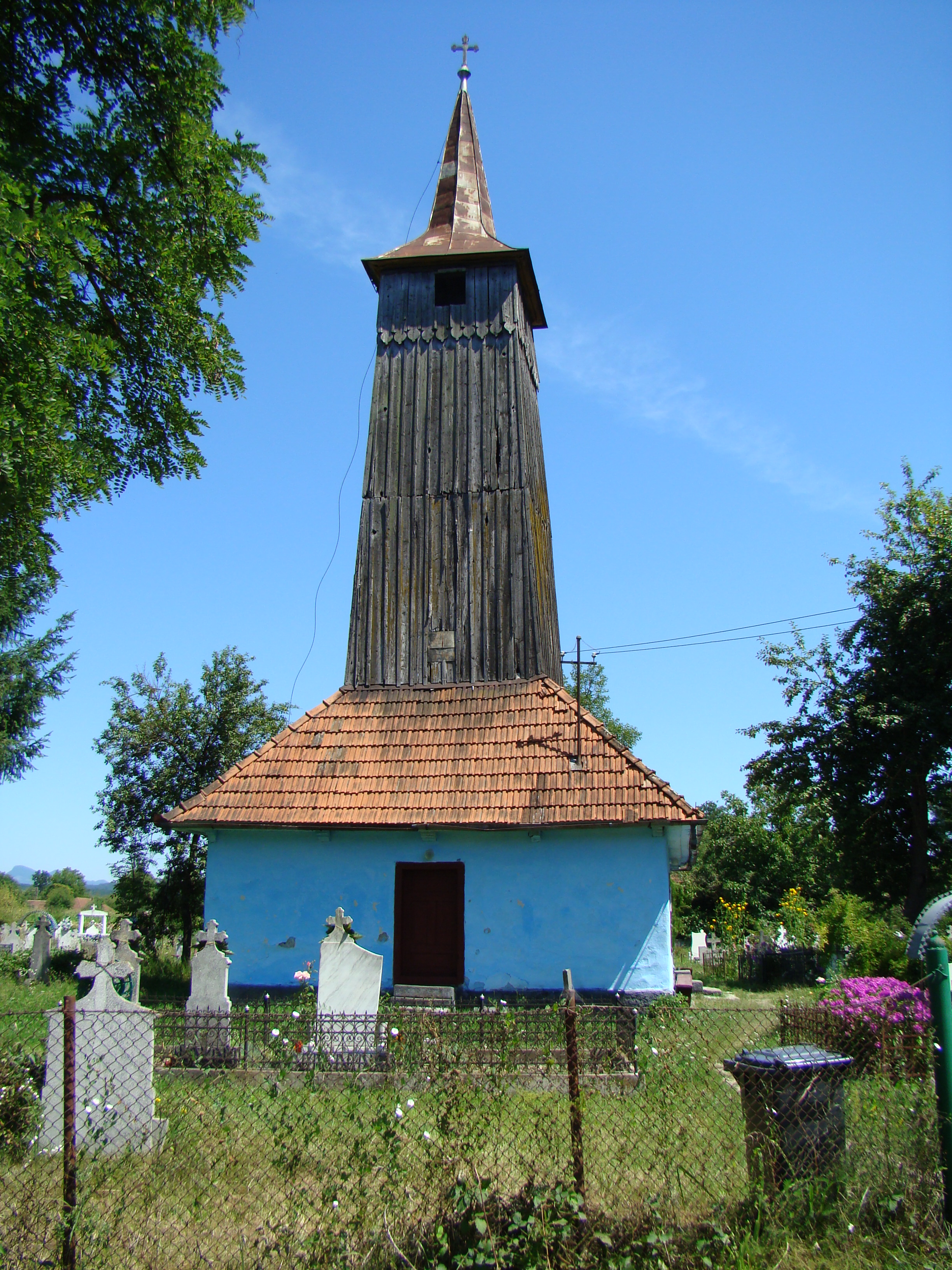
Église de Târnava de Criş
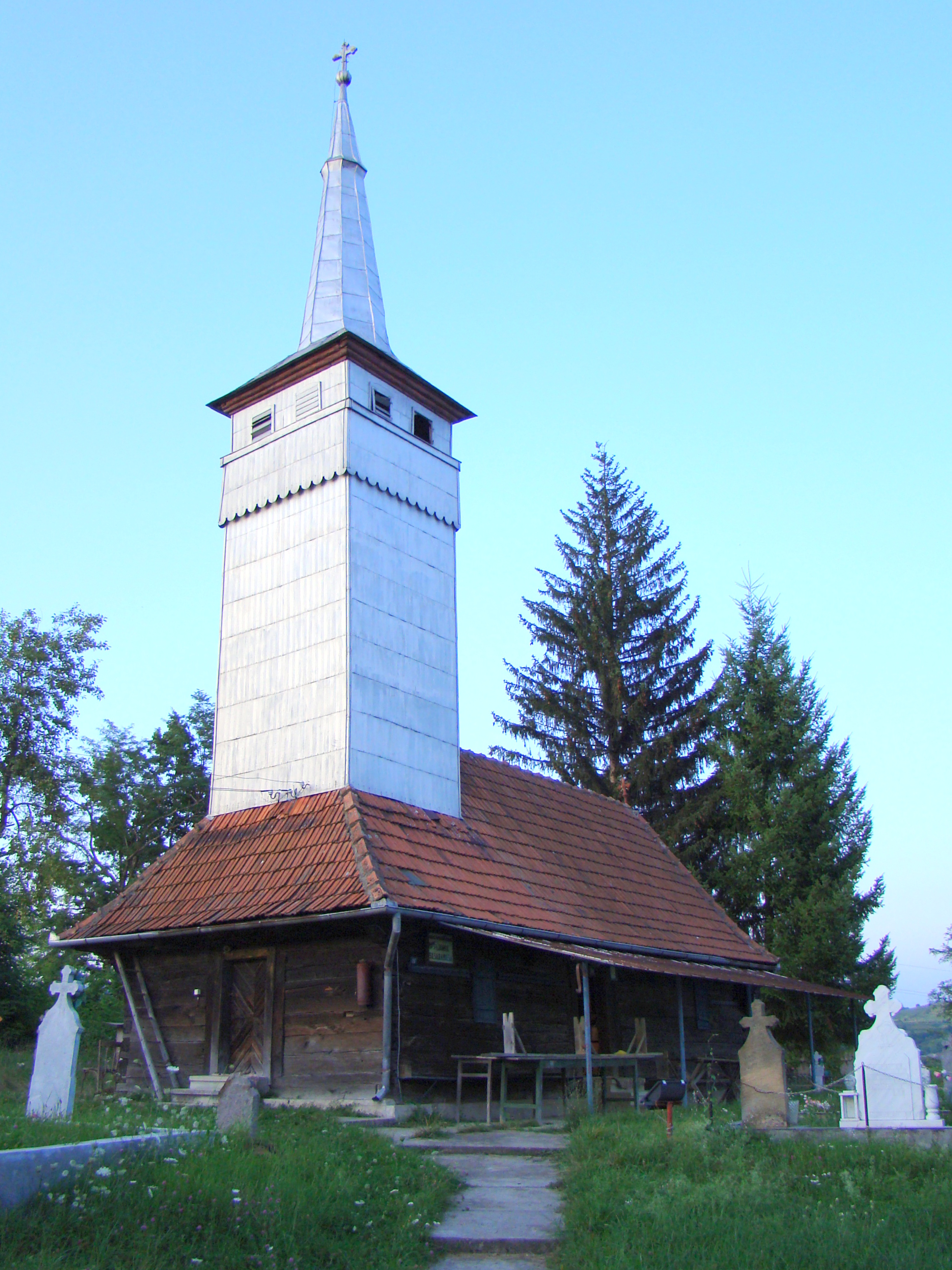
Église de Basarabasa
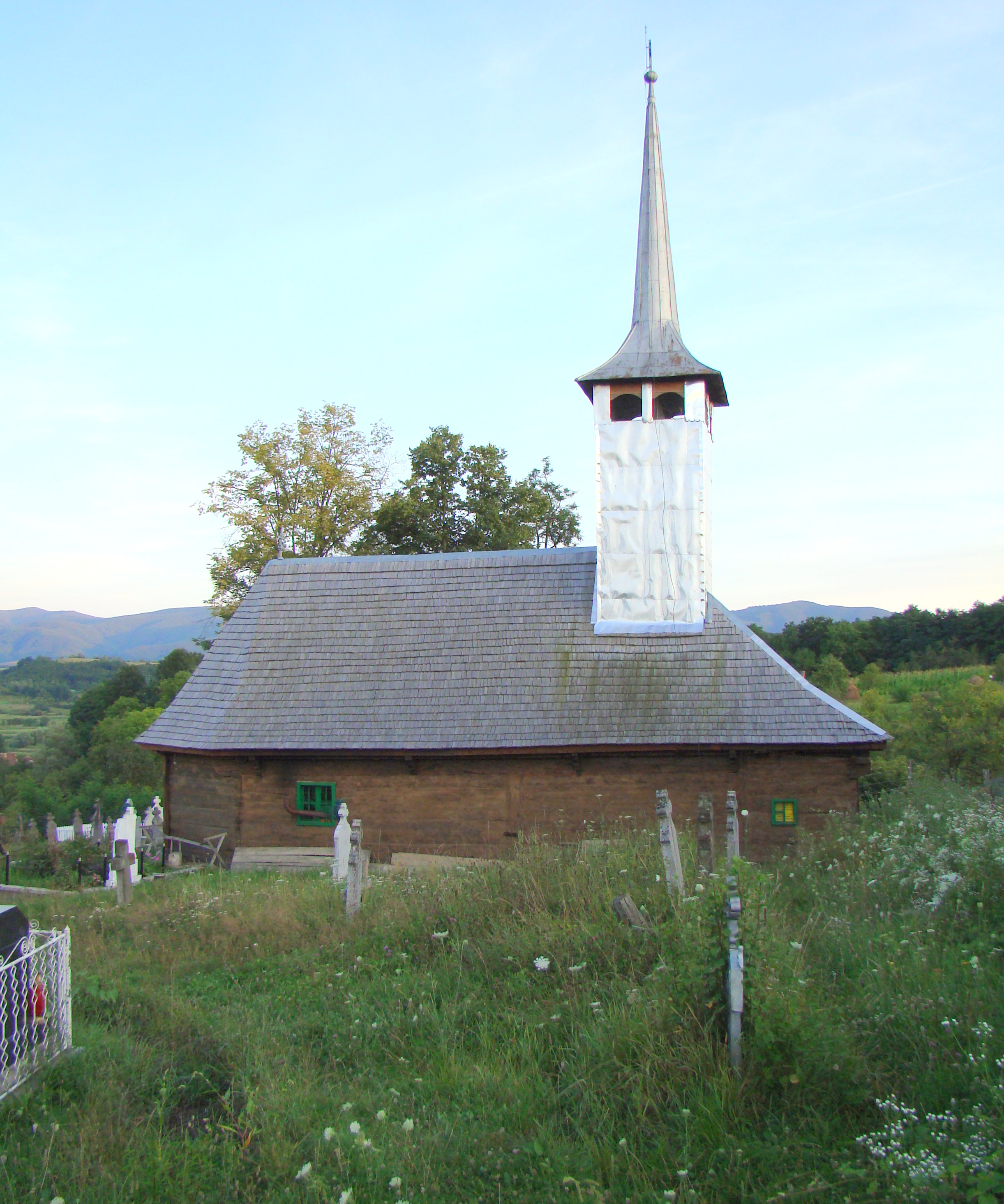
Église de Ociu